# ۲۲ صفر
۲۲ صفر، بیست و دومین روز از ماه صفر در تقویم هجری قمری است.
در تقویم هجری قمری قراردادی این روز پنجاه و دومین روز سال است.